# Krešimir I de Croacia
Krešimir I fue rey de Croacia, de la dinastía Trpimirović, desde 935 hasta su muerte en 945.

## Reinado
Poco se sabe sobre el reinado de Krešimir I. Sucedió en el trono a Trpimir II alrededor del 935. Según De Administrando Imperio, logró mantener el poderío militar del reino.
Su muerte desencadenó una larga disputa por la sucesión, si bien sus dos hijos, primero Miroslav y luego Miguel Krešimir II, llegaron a reinar.